# Utazás a Föld középpontja felé (regény)
Az Utazás a Föld középpontja felé (franciául: Voyage au centre de la Terre) Jules Verne francia író egyik leghíresebb regénye.

## Cselekmény
|  | Alább a cselekmény részletei következnek! |

A történet Hamburgban kezdődik 1863 májusában. Lidenbrock professzor éppen siet haza, hogy ott elolvashassa legújabb szerzeményét, egy izlandi saga eredeti rúnákkal írt kéziratát, amelyet Snorri Sturluson krónikaíró jegyzett le a középkorban. Miközben a professzor otthon Axel nevű unokaöccsével együtt nézi át a kéziratot, talál egy szintén rúnaírásos kódolt jegyzetet benne. (Ez itt az első jele Verne kriptográfiai rajongásának: későbbi műveiben is sokszor bukkannak fel rejtjeles, kódolt vagy hiányos üzenetek, amelyeket a szereplők sokáig nem tudnak megfejteni.) Lidenbrock és Axel lefordítják a rúnákat latin betűkre, ezzel azonban egy hasonlóan zavarba ejtő kódot kapnak. A professzor először feltételezi, hogy transzpozíciós módszerrel készült, de ez zsákutcának bizonyul.
Lidenbrock ezután úgy dönt, hogy bezárkózik a házba, és a bent tartózkodókkal (unokaöccse, Alex, valamint a házvezetőnő Martha) nem eszik, amíg meg nem fejtik a szöveget. Alex végül felfedezi, hogy a nagybátyja első meglátása helyes volt, csak visszafele kell olvasni az betűket, hogy megkapják az üzenet latin nyelvű mondatait. Először megpróbálja eltitkolni a nagybátyja elől, mivel tart attól, amit az tenne a szöveg ismeretében, de két nap után nem bírja tovább, és felfedi a titkot. Lidenbrock lefordítja a jegyzetet, amely egy izlandi alkimista, Arne Saknussemm (ő Snorri Sturlusonnal ellentétben nem történelmi személy) művének bizonyul. A szövegben Saknussemm azt állítja, hogy felfedezett egy utat a Föld középpontja felé az izlandi Snæfell-len keresztül:

„Szállj le a Sneffels Yocul [a Snæfell gleccsere] kráterébe
amit a Scartaris árnyéka cirógat Calendae Julii [július] előtt,
merész utazó, és akkor eljutsz
a Föld középpontjába.
Én megtettem. Arne Saknussemm”

Lidenbrock professzor meglehetősen érzéketlen ember, egyből elindul Izlandra, és magával viszi vonakodó unokaöccsét is. Axel, aki hozzá képest gyáva és kevésbé kalandvágyó, többször is megpróbál ellenkezni vele, exponálva neki a vulkánba való leereszkedéssel kapcsolatos félelmeit, valamint különféle tudományos elméleteket az utazás kivitelezhetetlenségéről, azonban Lidenbrock professzort mindez hidegen hagyja. A Lübecket és Koppenhágát érintő rövid utazás után megérkeznek Reykjavíkba, ahol szolgálatukba fogadnak egy Hans Bjelke nevű, dánul is beszélő izlandi vadászt, hogy segítőjük legyen az úton. Június végén elérik a vulkánt, amelynek három krátere van. Saknussemm üzenete szerint az a kráter a lejárat, amelyikre a szomszédos hegycsúcs árnyéka vetül délben, mindazonáltal a szöveg megjegyzi, hogy ez a módszer csak június végén működik megbízhatóan. A következő néhány napban, miközben egyre közeledik a július, az ég túl felhős ahhoz, hogy a Nap árnyékot tudjon vetni. Axel titkon elkezd reménykedni, hogy ezek a nehézségek majd rábírják a nagybátyját, hogy feladja a küzdelmet, és hazatérjenek. Azonban Axel szerencsétlenségére az utolsó napon mégis kisüt a nap, és kijelöli a helyes krátert. A kráterbe való leereszkedés után a három utazó behatol a Föld belsejébe, ahol sok ismeretlen jelenséget tapasztalnak, és sok veszély leselkedik rájuk, ilyen például az éghető gázzal telt kamra, vagy a meredek oldalú kutak az „útvonal” mellett. Miután egy helyen rossz irányba fordulnak, elfogy a vizük, és Axel majdnem meghal, de Hans rátalál egy földalatti folyóra. Lidenbrock és Axel el is nevezik róla „Hansbach”-nak, amiért megmentette őket. Az út egy későbbi szakaszán Axel elszakad a többiektől, és több mérföld távolságba kerülnek. Szerencsére egy különleges akusztikai hatás folytán kommunikálni tud társaival, és így egymásra találnak. Sok mérföld további ereszkedés után, követve a Hansbach medrét, egy hatalmas méretű barlangterembe jutnak. Ezt a földalatti világot a mennyezetről  elektromosan feltöltött gázfelhő világítja meg, található itt egy rendkívül mély, szintén földalatti, óceán is, amelyet sziklás partvonal vesz körbe megkövesedett fákkal, és óriási gombákkal övezve. Az utazók építenek egy tutajt, és vízre szállnak. A professzor a víztömeget Lidenbrock-tengernek kereszteli el. A vízen haladva megfigyelnek néhány őskori teremtményt, mint az óriási Ichthyosaurus, amely egy Plesiosaurusszal harcol, és győz. A szörnyek csatája után a társaság felfedez egy szigetet egy nagy gejzírrel, a földdarab a professzortól az „Axel szigete” nevet kapja. Egy villámló vihar újra pusztulással fenyegeti a tutajt és utasait, de ehelyett végül kiveti őket a tengerpartra. Axel felfedezi, hogy a part ezen részét őskori növényi és állati létformák népesítik be: hatalmas rovarokkal és egy csorda masztodonnal is találkoznak. Egy másik partszakaszon, amely csontokkal van borítva, Axel egy hatalmas emberi koponyát talál. Lidenbrock és Axel vállalkoznak egy túrára az őserdőbe, ahol a professzor észrevesz egy őskori embert, aki több mint húsz láb magas, és egy fának dőlve figyel egy masztodoncsordát. Axel nem biztos benne, hogy tényleg embert látnak-e, ezért Lidenbrockkal vitatkozni kezdenek egy mélyen a földfelszín alatt élő előember-civilizáció létezésének lehetségességéről. A társaság három tagja találgat, hogy vajon a teremtmény emberszerű majom, vagy inkább majomszerű ember. A felfedezők igyekeznek nem felhívni magukra a majom-ember figyelmét, mivel félnek attól, hogy ellenségesen viselkedne, így folytatják útjukat.
Továbbmennek a partvonalon, és találnak egy átjárót, amely Saknussemm leírása alapján a lefele vezető út, azonban azt egy sziklaomlás eltorlaszolta. Hans és a professzor kétségbe esnek, hogy nem tudnak bejutni a járatba, végül úgy határoznak, hogy lőgyapottal felrobbantják a torlaszt. A terv végrehajtása után azonban kiderül, hogy a kőomlás mögött egy feneketlen gödör van, nem lejárat a Föld középpontja felé. Az utazókat viszont elsodorja a gödörbe rohanó tengervíz, mivel a robbantás túl közel volt a parthoz: a villódzó víz órákon keresztül sodorja őket, majd egy gejzírként működő vulkáni kürtő mélyén lyukadnak ki, amely teli van magmával és vízzel. Az utazóknak még nagyon megijedni sem marad idejük, mivel a gejzír kitör, és felfelé repülve elveszítik az eszméletüket.
Amikor magukhoz térnek, rájönnek, hogy éppen egy Stromboli nevű dél-olaszországi rétegvulkán-szigetre lökődtek ki a Föld gyomrából. A Hamburgba való visszatérés sok jót hoz – Lidenbrock professzort a történelem nagy tudósai között emlegetik, Axel elveszi szerelmét, Gräubent, Hans Bjelke pedig visszatér békés életéhez Izlandon. A professzor sajnálja, hogy az utazásuk ilyen rövidre sikerült.
A regény legvégén, Axel és Lidenbrock rádöbbennek, hogy miért viselkedett olyan furcsán az iránytűjük a tutajon tett útjuk során: a műszert egy, a tutajt is majdnem elpusztító gömbvillám rontotta el.
|  | Itt a vége a cselekmény részletezésének! |

## Keletkezés körülményei
A regény Verne korai alkotásai közé tartozik. Charles Lyell Geological Evidences of the Antiquity of Man című 1863-as műve ihlette (illetve lehetett még rá hatással Lyell Priciples Of Geology címmel 1830-33 között publikált korábbi úttörő hatású könyve is). Ekkoriban a geológusok kezdték megkérdőjelezni a bibliai Teremtés Könyvét, és az ember  megjelenését a legutolsó jégkorszak idejére tették, ezzel szemben Lyell új leletek alapján ezt az időpontot kitolta régebbi földtörténeti korokba. Lyell könyve szintén hatással volt Louis Figuier La Terre avant le déluge című írásának 1867-es második kiadására is, amely drámai illusztrációkat tartalmazott állatbőrökbe öltözött, kőeszközöket használó férfiakról és nőkről, míg a mű előző, 1863-as kiadásában még csak Édenkert-ábrázolások szerepeltek.

## Szereplők
- Lidenbrock professzor – a tudomány érzéketlen embere, Axel nagybátyja.
- Axel – a professzor unokaöccse, elővigyázatos, és kevéssé vállalkozó szellemű diák. Ő a történet egyes szám első személyű elbeszélője, vagyis az olvasó az ő szemszögéből ismeri meg a történetet.
- Hans Bjelke – dánul is beszélő lúdvadász, aki a túravezetőjük lesz.
- Grauben – Axel szerelme, később – a regény végén – a felesége.

## Feldolgozások

### Film
- 1959: Utazás a Föld középpontja felé, USA, rendezte Henry Levin, szereplők Pat Boone és James Mason. Boone karaktere sokkal kalandvágyóbb, mint Axel eredeti karaktere a regényben.
- 1978: Viaje al centro de la Tierra, Spanyolország, rendezte Juan Piquer Simón, szereplők Kenneth More és Pep Munné. A USA-ban Where Time Began címmel került forgalomba.
- 2008: Utazás a Föld középpontja felé,[6] USA, rendezte Eric Brevig, szereplők Brendan Fraser és Josh Hutcherson. Háromdimenziós kalandfilm, a történetet a 21. századba áthelyezve meséli el.
- 2008: Utazás a Föld középpontja felé,[7] USA, a The Asylum stúdió dvd-kiadása, nem követi a regényt. Az Egyesült Királyságban Journey to Middle Earth címmel került forgalomba.

### Televízió
- 1967: rajzfilmsorozat az ABC amerikai tévécsatornán. Hangok: Ted Knight, Pat Harrington, Jr. és Jane Webb.
- 1989: Csak a címét és az ötletet vették Vernétől, itt a fiatal korosztályt célozták még.
- 1993: NBC sugárzott egy feldolgozást, ebben játszott John Neville, F. Murray Abraham és Kim Miyori is.
- 1993: A Willy Fog második évadjának első felében is feldolgozták.
- 1999-ben a Hallmark készített egy televíziós filmet Treat Williams, Jeremy London, Bryan Brown, Tushka Bergen és Hugh Keays-Byrne főszereplésével. Ez a változat is jelentősen eltér a regénytől.
- 2007-ben az RHI Entertaintment szintén készíttetett egy televíziós filmet, Rick Schroder, Peter Fonda és Victoria Pratt főszereplésével, a forgatások Vancouver közelében zajlottak. 2008-ban került adásba, és DVD-kiadás és készült belőle. Két új szereplőt adtak hozzá az eredeti történethez.

### Színház
- Színpadi verziót Gerald Fitzgerald írta és Steven-Shayle Rhodes rendezte, a Pegasus Theatre adta elő Dallasban 2008-ban. A darab alapvető eltéréseket mutat szereplők és cselekmény tekintetében is.

## Fordítás
- Ez a szócikk részben vagy egészben  az   A Journey to the Center of the Earth című angol Wikipédia-szócikk fordításán alapul.  Az eredeti cikk szerkesztőit annak laptörténete sorolja fel. Ez a jelzés csupán a megfogalmazás eredetét és a szerzői jogokat jelzi, nem szolgál a cikkben szereplő információk forrásmegjelöléseként.